# CODOCAFE
El Instituto Dominicano del Café (INDOCAFÉ), antiguamente Consejo Dominicano del Café  (CODOCAFE)  es la institución responsable del diseño, la planificación y la ejecución de la política de desarrollo del café en la República Dominicana.

## Historia
La producción de café en República Dominicana la convierte como país productor de café y con las características y el potencial para producir apreciable, cantidades de café de alta calidad  que impacta de manera positiva en lo social, lo económico y lo ambiental de forma sostenible.

Debido  a la enorme producción de café, especialmente en la zona de Valdesia, Fue creado el 3 de abril del año 2000, mediante el Decreto n.º 154-00, emitido por el presidente Dr. Leonel Fernández Reyna. Fue creado con el objetivo del diseño, la planificación y la ejecución de las políticas relacionadas con el desarrollo de la actividad cafetalera. Posteriormente, este decreto fue ratificado por la Ley n.º 79-00, de fecha 25 de septiembre del año 2000, la cual constituye actualmente la base legal fundamental del Consejo.

El INDOCAFÉ funciona como una institución pública, autónoma y descentralizada, la cual es responsable del diseño, la planificación y la ejecución de la política de desarrollo de la producción del café. El INDOCAFÉ tiene duración indefinida, personería jurídica propia y su sede se encuentra en la ciudad de Santo Domingo, Distrito Nacional, capital de la República Dominicana. Tiene duración indefinida, personalidad jurídica propia y su sede se encuentra en la ciudad de Santo Domingo.

## Funciones
- Promover el desarrollo sostenible de la caficultura dominicana.

- Diseñar, planificar y ejecutar la política nacional concerniente a la actividad cafetera.

- Diligenciar la dotación de infraestructuras físicas y sociales indispensables para lograr el desarrollo social y económico de los habitantes de las zonas de producción de café.

- Contribuir con el mejoramiento de las condiciones de vida de las familias productoras de café, impulsando la educación formal, la capacitación técnica y las inversiones de capitales en el campo, con el objeto de aumentar la productividad cafetera, mejorar la calidad del café dominicano y apoyar el progreso socioeconómico de las comunidades rurales cafeteras del país.

- Apoyar los procesos de diversificación cafetera que se lleven a cabo en las zonas productoras del país.

- Identificar fuentes de financiamiento y emprender acciones orientadas a la obtención de recursos financieros (préstamos, donaciones y asignaciones presupuestarias).

- Propugnar porque las políticas macroeconómicas y sectoriales ejecutadas en beneficio de la sociedad incluyan las zonas cafeteras del país.

- Desarrollar un eficaz programa de transferencia tecnológica en materia de café.

- Proponer a las instituciones de investigación del sector agropecuario, la temática y prioridades de investigación en materia de café.

- Promover el desarrollo de proyectos de producción de cafés especiales, que tengan como estrategia la valorización del café.

- Gestionar la construcción, reconstrucción y mantenimiento de obras viales en las zonas productoras de café.

- Establecer convenios con las instituciones públicas vinculadas al sector agropecuario, los organismos encargados de la protección del medio ambiente y los recursos naturales, así como con organismos financieros o recaudadores del Estado, sobre asuntos que tiendan al desarrollo global de la agroindustria cafetera.

- Aunar esfuerzos tendientes a crear conciencia entre las familias cafeteras y los centros de beneficiado, acerca de la necesidad de protección del medio ambiente y la explotación racional de los recursos naturales, promoviendo la adopción de medidas que favorezcan la protección de los suelos, de las aguas, del aire y diversidad de las especies.

- Contratar empréstitos con entidades nacionales e internacionales, tomando en cuenta las normas reglamentarias del CODOCAFE, así como los acuerdos establecidos con otras entidades del Gobierno e incluso, si fuere el caso, obtener el aval del Estado o constituir las garantías pertinentes.

- Realizar inversiones temporales o permanentes para obtener los beneficios y rendimientos que garanticen la solidez del patrimonio del Consejo y que le permitan atender oportuna y adecuadamente los programas de desarrollo de la caficultura.

- Incentivar la creación y apoyar el fortalecimiento institucional de las asociaciones de productores, canalizando parte de las inversiones de capital para el desarrollo de proyectos que contribuyan con el desarrollo económico y social de sus miembros.

- Administrar los recursos del Fondo del Consejo Dominicano del Café para la realización de sus operaciones, así como preparar los estados financieros anuales.

- Diseñar y ejecutar programas de capacitación y desarrollo gerencial del personal técnico y administrativo del CODOCAFE.

- Establecer y mantener un sistema de información y estadísticas nacionales e internacionales en materia de café, para suplir las necesidades de diferentes usuarios.

- Cumplir y hacer cumplir todas aquellas disposiciones, leyes, decretos, reglamentos y resoluciones relativas a las actividades cafetaleras.

## Dependencias
- Ministerio de Agricultura
- Instituto Agrario Dominicano
- Banco Agrícola de la República Dominicana